# Vetle Thorn
Vetle Bergsvik Thorn (22 de mayo de 1999) es un deportista noruego que compite en triatlón. En los Juegos Europeos de Cracovia 2023 consiguió dos medallas de oro, en las pruebas individual y de relevo mixto.

## Palmarés internacional
| Juegos Europeos | Juegos Europeos    | Juegos Europeos | Juegos Europeos |
| Año             | Lugar              | Medalla         | Prueba          |
| --------------- | ------------------ | --------------- | --------------- |
| 2023            | Cracovia (Polonia) | Medalla de oro  | Individual      |
| 2023            | Cracovia (Polonia) | Medalla de oro  | Relevo mixto    |